# Boris Smyslovski
 (mai 2012).
Si vous disposez d'ouvrages ou d'articles de référence ou si vous connaissez des sites web de qualité traitant du thème abordé ici, merci de compléter l'article en donnant les références utiles à sa vérifiabilité et en les liant à la section « Notes et références ».
Le comte Boris Alexeïevitch Smyslovski (Бори́с Алексе́евич Смысло́вский  en russe), également connu sous le pseudonyme de Arthur Holmston (Арту́р Хольмстон) et parfois appelé Holmston-Smyslovski (3 décembre 1897 à Terijoki – 5 septembre 1988 à Vaduz) est un général russe qui combattit le bolchévisme en prenant les armes parmi les Russes blancs en 1918. Il commanda la 1re armée nationale russe de la Wehrmacht durant la Seconde Guerre mondiale.

## Biographie
Smyslovski est né à Terijoki, dans le Grand-duché de Finlande (aujourd’hui Zelenogorsk, Russie), il rejoint l’armée impériale russe où il obtient le rang de capitaine dans la Garde impériale. Au cours de la guerre civile russe, il a lutté contre les bolcheviks, puis il est déporté en Pologne avec tous ses hommes. Il réussira à s’échapper plus tard et parvient à passer en Allemagne. Il sert dans l’armée allemande de la république de Weimar.
Son point de vue était que l’intervention étrangère est nécessaire pour libérer la Russie du communisme. Lorsque l’Allemagne envahit l’Union soviétique en 1941, il sert sur le front de l’Est. Devenu Sonderführer (K), il constitue une unité d'agents de renseignements composée de Russes antibolchéviques et de transfuges : le Lehrbataillon für Feindabwehr und Nachrichtendienst rattaché au Heeresgruppe Nord.
Smyslovski prend le commandement de la Sonderdivision R (« division spéciale Russie ») et est devenu le premier Russe dans les services allemands à commander une unité anti-bolchevique. Il se rend vite compte que l’idéologie nazie ne convient aucunement à un Russe blanc comme lui, quoique le Troisième Reich soit redevenu anticommuniste. Il établit un réseau d’agents dans toute la Suisse, car il envisage la chute de Berlin.

## 1reArméenationale russe (1. Russiche Nationalarmee)
Vers la fin de la guerre, l’Allemagne a entraîné des volontaires russes pour l’effort de guerre contre le communisme, et les forces de Smyslovski ont été élevées à la dignité de 1re Armée nationale russe le 10 mars 1945. Elle est composée de deux régiments à la taille d'un bataillon : le 1er régiment commandé par l'Oberst Ivan Boris Tarassov-Sobolev et le 2e régiment commandé par l'Oberstleutnant Georgij Bobrikov. En avril 1945, Smyslovski se rend à Feldkirch dans le Vorarlberg où il rencontre le grand-duc Vladimir Kirillovitch, le légitime héritier Romanov à la Couronne impériale russe. Après beaucoup de batailles, l’armée du général ne reste composée que de 462 hommes, ainsi que 30 femmes et deux enfants. Le général décide de les faire passer au Liechtenstein, pays neutre, le 2 mai 1945, tandis que le grand-duc choisit de rester en Autriche. Les accords de Yalta stipulent que tout Russe présent dans les zones de combat européennes sera rapatrié de gré ou de force. Les Alliés livreront de fait tous les ressortissants soviétiques à l’URSS. La Suisse elle aussi collabore, et seul le Liechtenstein ne livre pas les quelque 500 ressortissants russes qui ont trouvé refuge dans la principauté. Les Russes ont été pris en charge par la Croix-Rouge du Liechtenstein dès leur arrivée. L’Union soviétique tient toutefois au retour de ces hommes, qui sont considérés comme des traîtres. Le 16 août 1945, une délégation soviétique se rend au Liechtenstein. Les négociateurs soviétiques alternent menaces et cajoleries envers la principauté. Ils offrent des cadeaux ainsi que l’espoir de revoir les leurs aux Russes réfugiés au Liechtenstein. Le reste des hommes reste au Liechtenstein une année de plus, en dépit d'une forte pression du gouvernement soviétique. Le Liechtenstein apporte son aide aux tractations avec l’Argentine en vue d'un accueil des réfugiés russes. Finalement, le gouvernement argentin leur offre l’asile et une centaine de personnes partent pour cette destination lointaine. Smyslovski s’est entretenu avec Allen Dulles et d’autres experts militaires occidentaux à propos de l’Union soviétique et du système d’espionnage mis en place à son encontre par Reinhard Gehlen.
Selon Alexander Frick, Premier ministre du Liechtenstein, les Russes n’étaient à aucun moment en danger d’être extradés et la population locale soutenait pleinement l'offre d'asile du gouvernement faite aux Russes. La petite population du pays (12 141 en 1945) a soutenu les immigrés (4 % de la population) pour un coût de 30 000 francs suisses par mois pendant deux ans et payé leurs frais de déménagement en Argentine, coûts qui leur ont plus tard été remboursés par l’Allemagne.
Smyslovski meurt dans la capitale du Liechtenstein, Vaduz, le 5 septembre 1988, après avoir passé de longues années en Argentine.

## Décorations
- Ordre de Saint-Stanislas de IVe classe avec épées et ruban
- Ordre de Sainte-Anne de IIIe classe avec épées et ruban
- Ordre de Saint-Stanislas de IIIe classe avec épées et ruban
- Ordre de Sainte-Anne de IVe classe avec l'inscription « pour bravoure »
- Ordre de l'Aigle allemand

### Vidéographie
- [vidéo] Vent d’est, film franco-suisse réalisé en 1993 par Robert Enrico, sur un scénario coécrit avec Frédéric H. Fajardie. Malcolm McDowell y tient le rôle du général « Smyslowsky ».